# Desdiferenciação celular

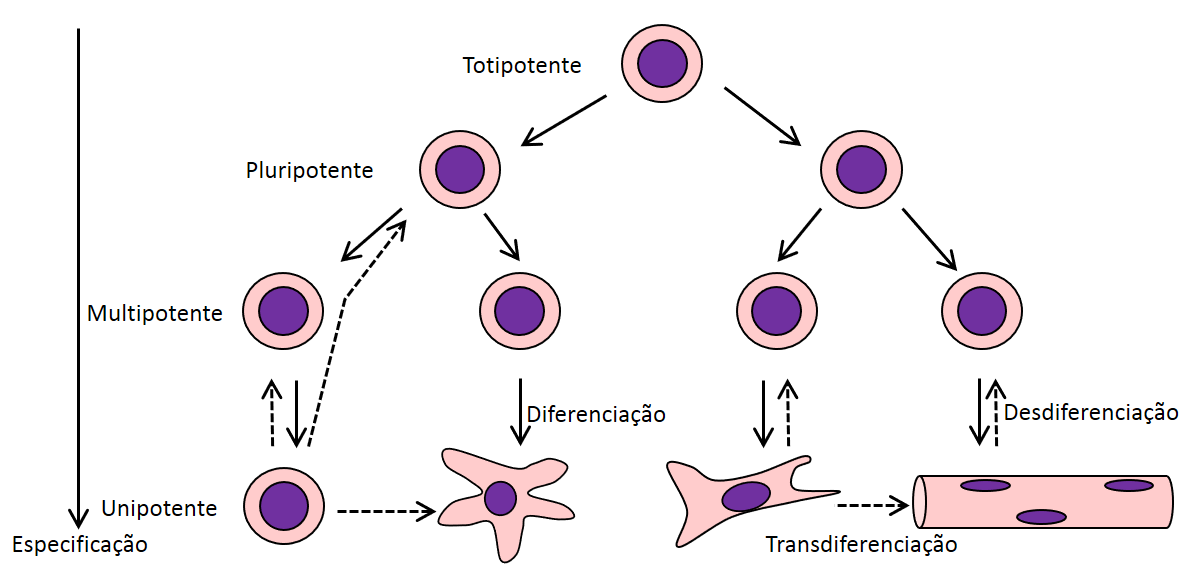
Uma célula pode se diferenciar em certas linhagens, dependendo do seu potencial, mas em condições específicas é possível que ela sofra des ou transdiferenciação.

Na biologia celular e do desenvolvimento, denomina-se desdiferenciação o processo no qual uma célula adulta, já diferenciada, regride para um estágio indiferenciado, sendo capaz de originar novos tipo de células. Este fenômeno é mais comum em tecidos vegetais, no entanto já há evidências de sua ocorrência natural em alguns grupos de animais. Apesar da regressão em animais ser possível, ela é limitada, uma vez que as células animais não conseguem em geral retornar naturalmente a estágios bem iniciais do desenvolvimento, não sendo, portanto, capazes de gerar todos os tecidos. Além disso, nem todos os tecidos do animal são capazes de se desdiferenciarem. Tanto em plantas como em animais a desdiferenciação é regulada por meio de genes do desenvolvimento. Em animais, este processo pode também ser induzido artificialmente por meios de cultura específicos, gerando as células-tronco de pluripotência induzidas (IPSc).
A desdiferenciação é um dos principais mecanismos de regeneração em animais, sendo outro a diferenciação de células já pluripotentes. Na maior parte dos vertebrados, o processo de regeneração ocorre com a desdiferenciação de tecidos adultos em um tecido denominado blastema. A formação do blastema também é encontrada em invertebrados como anelídeos e artrópodes.

## Desdiferenciação em plantas
Atualmente considera-se na literatura que plantas sofrem desdiferenciação. Isso se deve pela capacidade de totipotência encontrada em quase todos os tecidos vegetais adultos. Somente células vegetais que perdem seus protoplastos (como células condutoras do xilema) ou seus núcleos (como células condutoras do floema) perdem a capacidade de se desdiferenciarem.
A desdiferenciação em plantas foi inferida a partir da formação do calo, uma massa celular indiferenciada obtida artificialmente em culturas vegetais. O tecido do calo apresenta morfologia similar a de tecido meristemático e é capaz de gerar novos tecidos. No entanto, atualmente há evidências de que o calo não é de fato desdiferenciado, mas apresenta características do meristema radicular, como um transcriptoma similar.

## Desdiferenciação em animais

### Cnidários
As hidras são pequenos animais do filo dos cnidários, que incluem águas-vivas, anêmonas e corais. Elas são capazes de desdiferenciarem células musculares estriadas e células do sistema digestório. As células secretoras de enzimas presentes na região da gastroderme se desdiferenciam em células intersticiais e se transformam em cnidoblastos, nervos ou esperma. Hidras também podem sofrer transdiferenciação.

### Platelmintos
Apesar de terem sido descritas inicialmente na literatura como capazes de desdiferenciarem, atualmente supõe-se que as planárias são incapazes de realizar este fato. O tecido de blastema, que é o tecido responsável pela sua regeneração, não surge por desdiferenciação, mas sim a partir de células-tronco pluripotentes denominadas neoblastos.

### Anelídeos
Durante a regeneração da região anterior de vermes oligoquetas como Enchytraeus japonensis, o tecido do blastema surge por meio de neoblastos para formar a mesoderme, epiderme desdiferenciada para a ectoderme e células intestinais para a endoderme. A mesoderme, ectoderme e endoderme são os três folhetos fundamentais na formação dos embriões triploblásticos, sendo que cada um deles origina tecidos diferentes. Supõe-se que o sistema nervoso atua na desdiferenciação, uma vez que há a formação de uma rede nervosa sobre a blastema. Sugere-se que a regeneração do trato digestivo também ocorre por desdiferenciação.
            As células musculares de anelídeos também são capazes de realizar este processo. Estas células perdem suas estruturas integradoras de membrana, se dividem numa porção anucleada, que é degenerada ou fagocitada, e outra nucleada, que se desdiferencia. Apesar de haver uma grande transformação na morfologia, a expressão molecular da célula não se altera muito, o que sugere que o programa de diferenciação pode não estar modificado.

### Insetos
A desdiferenciação já foi relatada em artrópodes. Em Drosophila, as espermatogônias no início de sua diferenciação podem regredir ao estágio de células-tronco da linhagem germinativa (GSC). Isto ocorre se elas forem submetidas ao microambiente de seu estado indiferenciado, o que requer que as espermatogônias se dirijam ao centro do testículo. Este processo explica porque apesar das GSCs apresentam uma meia-vida de duas semanas, seu número não cai consideravelmente durante grande parte da vida da mosca. A regressão também ocorre de forma similar em ovários. A diferenciação em Drosophila não perde eficácia durante o envelhecimento. A exposição artificial a raios-X leva a um aumento na taxa de desdiferenciação, já a fome prolongada inibe este processo. Algumas espermatogônias no centro do testículo expressam a molécula STAT, o que ocorre geralmente em GSCs, sugerindo que a regressão é regulada pela sinalização conhecida como JAK-STAT.

### Tunicados
Atualmente supõe-se que durante a regeneração ou o brotamento de novos indivíduos, as ascídias coloniais são capazes de desdiferenciarem seu tecido epitelial e criarem assim novos órgãos. As ascídias são um grupo de invertebrados do filo dos cordados que apresentam na forma adulta uma camada denominada túnica e sifões. Experimentos com Polyandrocarpa misakiensis mostraram que o processo de desdiferenciação é regulado por uma série de ativadores, entre eles o ácido retinoico e sua protease moduladora. Esta via de sinalização contrasta com uma via de diferenciação regulada por lectina TC14, que por sua vez permite que haja uma extensão do tempo de vida celular, retardando o envelhecimento.

### Peixes
O fenômeno da desdiferenciação também ocorre em peixes. O coração do modelo peixe-zebra (Danio rerio) apresenta a capacidade de se regenerar. Quando ocorre uma lesão no órgão, os cardiomiócitos passam a expressar o gene gata-4, perdem sua estrutura sarcomérica e se diferenciam parcialmente, retornando suas divisões celulares.
            O peixe-zebra também é capaz de regenerar suas nadadeiras. Durante sua regeneração, os osteoblastos se desdiferenciam em células multipotentes, migram para a extremidade distal formando parte do blastema e se diferenciam em novos osteoblastos. Assim como em anfíbios, o blastema é constituído de um conjunto heterogêneo de células, que geram tecidos específicos. A regeneração do peixe-zebra é regulada por meio da sinalização FGF, que é necessária para a formação do blastema. Isto sugere que as primeiras moléculas da sinalização FGF levam a proliferação dos osteoblastos desdiferenciados.

### Anfíbios
Há evidências da ocorrência de desdiferenciação durante a regeneração de diversas espécies de salamandras, como as do gênero Ambystoma. Verifica-se que durante a regeneração de membros perdidos, fibroblastos, células da cartilagem, células do osso e fibras musculares adultas sofrem desdiferenciação, formando a blastema. Estas células, no entanto, conservam a memória de suas origens: as células musculares, por exemplo, diferenciam-se somente em novas células musculares. As células do blastema originadas do fibroblasto apresentam a mesma função do mesênquima, regulando a migração de outras células durante a regeneração.

### Mamíferos
A ocorrência natural de desdiferenciação em mamíferos ainda não foi confirmada. No entanto, observações sugerem que durante a regeneração de fígados hepatócitos podem se desdiferenciar na presença de fator de crescimento do hepatócito (HGF) e fator de crescimento de epiderme.

## Desdiferenciação e patologias

### Tumores
Processos de desdiferenciação também foram relatados durante a formação de tumores. Alguns tumores, como o câncer de cólon e o glioblastoma (GBM), podem se desdiferenciar e formar as chamadas células estaminais cancerígenas (CSC), células tumorais que possuem a propriedade de células-tronco. Considerando este fenômeno, as células estaminais cancerígenas seriam análogas às células pluripotentes induzidas (IPSc), de modo que há várias semelhanças entre a oncogênese e a reprogramação celular. Os dois processos também são muito semelhantes quanto a regulação gênica: Ambos são regulados por fatores de Yamanaka (Oct-3/4, Sox2, c-Myc e KLF4), Nanog dentre outros.
               As células epiteliais de mamíferos também possuem a capacidade de se reprogramarem a células indiferenciadas por meio do programa de transição epitélio-mesenquimal (EMT), que é muitas vezes ativado durante processos de metástase. Parte dos fatores de transcrição ativados durante a transição epitélio-mesenquimal podem aumentar a malignidade de tumores.

### Diabetes
Células beta pancreáticas em pacientes com diabetes tipo 2 desdiferenciam-se em células progenitoras que expressam Neurogenin3, Oct4, Nanog, e L-Myc, sendo este um possível mecanismo que causa a patogenicidade. Experimentos a partir de camundongos demonstraram que a supressão do fator de transcrição FoxO1 poderia levar a reprogramação das células beta pancreáticas, sendo este um fator necessário para a determinação celular num ambiente de estresse metabólico. A reprogramação dessas células também pode ser feita artificialmente por meio da adição de marcadores mesenquimais como nestina e vimentina.

## Reprogramação celular
Ver também: Transferência nuclear de células somáticas
          A desdiferenciação de células de mamíferos pode ser feita artificialmente, gerando células-tronco de pluripotência induzida (IPSc). Este processo, descoberto por Kazutoshi Takahashi e Shinya Yamanaka a partir de fibroblastos de camundongo, é realizado a partir de culturas de células num meio contendo fatores de transcrição. Somente quatro fatores de transcrição, os fatores de Yamanaka (Oct-3/4, Sox2, c-Myc e KLF4) são suficientes para que ocorra a reprogramação. Poucas células do meio se tornam de fato reprogramadas. O c-Myc pode ser substituído por moléculas específicas de microRNAs (miR-294 e miR-295), que são importantes durante a reprogramação de diversas linhagens de células somáticas.